# Primeira Batalha de Lyman
A Primeira Batalha de Lyman foi um confronto militar durante a invasão da Ucrânia pela Rússia em 2022, parte da batalha de Donbas da ofensiva mais ampla no leste da Ucrânia. A batalha começou em 23 de maio e terminou em 27 de maio de 2022.

## Contexto
Um mês após o início da invasão, a Rússia alegou controlar 93% do Oblast de Lugansk, com Severodonetsk e Lysychansk sendo redutos ucranianos estrategicamente importantes na área. Os planos russos para capturar Severodonetsk dependiam de seus sucessos nas cidades vizinhas de Rubizhne, ao norte, e Popasna, ao sul. Em 6 de abril, as forças russas haviam capturado 60% de Rubizhne, e a artilharia russa destruía Severodonetsk em "intervalos regulares e constantes". No dia seguinte, forças ucranianas conduziram uma ofensiva que supostamente afastou as forças russas de 6 a 10 quilômetros da outra cidade vizinha de Kreminna. As forças russas teriam capturado Rubizhne e a cidade vizinha de Voevodivka em 12 de maio de 2022.
Ao sul de Lyman, ocorrera a batalha de Donets, com a Ucrânia repelindo várias tentativas russas de cruzar o rio. Cerca de 400 a 485 russos morreram durante as tentativas frustradas.

## A batalha
As forças russas intensificaram as ofensivas em torno de Lyman e obtiveram ganhos significativos em 23 de maio. Os russos lançaram um ataque na parte norte de Lyman e assumiram o controle parcial da cidade. As forças russas também intensificaram os ataques de artilharia contra Avdiivka e aproveitaram a captura anterior de Novoselivka para avançar em Avdiivka e obter acesso rodoviário em direção a Slovyansk. Os russos intensificaram seus ataques em direção ao centro da cidade no dia seguinte, iniciando disputas rua por rua. Com o apoio da artilharia e da aviação, no dia 25 de maio, as forças russas continuaram a ofensiva rumo ao assentamento de Lyman, capturando cerca de 70% do território da cidade. As forças ucranianas se retiraram para os assentamentos ao sul da cidade, oferecendo resistência, enquanto alguns soldados se renderam durante o cerco.
Depois de conduzir uma evacuação final de civis e deixar suprimentos para aqueles que decidiram ficar, com as últimas forças ucranianas evacuando Lyman na tarde de 26 de maio, destruindo a última ponte restante atrás deles. O conselheiro presidencial ucraniano, Oleksiy Arestovych, disse mais tarde que a cidade foi capturada pelas forças russas, uma declaração confirmada pelo Instituto para o Estudo da Guerra.
No dia seguinte, no entanto, o Ministério da Defesa da Ucrânia afirmou que a batalha pelo controle da cidade ainda estava em andamento, afirmando que suas forças continuavam a controlar os distritos do sudoeste e nordeste, enquanto outras autoridades ucranianas reconheceram que a maior parte de Lyman, incluindo o centro da cidade, estava sob controle russo. Além disso, o Reino Unido também avaliou que a maior parte da cidade ficou sob controle russo em 27 de maio. Tanto as forças separatistas apoiadas pela Rússia quanto os militares russos fizeram reivindicações de vitória em 27 e 28 de maio. No início de 30 de maio, os militares ucranianos reconheceram que as forças russas haviam se consolidado em Lyman e estavam se preparando para um ataque contra Sloviansk.
Foi relatado que durante os combates, um batalhão da 79ª Brigada de Assalto Aéreo da Ucrânia sofreu mais de 100 mortes, enquanto entre 200 e 300 soldados foram capturados.

## Consequências
A Rússia ganhou um centro ferroviário estratégico e indiretamente acelerou a Batalha de Severodonetsk, empurrando as forças ucranianas para a margem direita do rio Siverskyi Donets até o início de setembro.
A segunda batalha começou em 10 de setembro durante a contraofensiva de Carcóvia. Em 30 de setembro, as forças ucranianas cercaram a cidade e cortaram a única estrada que restava para abastecer as forças de ocupação.